# Le Roi David
Le Roi David, mit deutschem Titel König David, im Untertitel Symphonischer Psalm, ist ein Oratorium des schweizerisch-französischen Komponisten Arthur Honegger nach einem Drama von René Morax. Es wurde zunächst als Bühnenstück konzipiert, innerhalb von wenigen Monaten geschrieben und einstudiert und am 11. Juni 1921 im Théâtre du Jorat im waadtländischen Ort Mézières uraufgeführt. Im Interesse der leichteren Aufführbarkeit haben Honegger und Morax es von einem Bühnenstück in ein Oratorium für Sopran, Alt, Tenor, einen Sprecher, einen gemischten Chor und Orchester umgeschrieben. In dieser Fassung erlebte es seit 1923 zahlreiche Aufführungen. Einem internationalen Publikum wurde das Stück anlässlich der Aufführung an den Weltmusiktagen der Internationalen Gesellschaft für Neue Musik (ISCM World Music Days) 1926 in Zürich bekannt. Von der französischen Textfassung existieren mehrere zur Aufführung gebrachte, freie Übertragungen ins Deutsche – u. a. von Hans Reinhart in Winterthur.